# Mycosphaerella ascophylli
Mycosphaerella ascophylli (také Mycophycias ascophylli) je vřeckovýtrusná houba z rodu braničnatka, která se velmi často vyskytuje na stélkách chaluhy Ascophyllum nodosum a tvoří s ní symbiotický svazek. Tento svazek bývá nejčastěji považován za mykofykobiózu, spíše než za lišejník.